# اختبارات الدقة للديناميكا الكهربائية الكمية
الكهروديناميكا الكمية (QED)، نظرية الحقل الكمي النسبية للديناميكا الكهربائية، هي من بين أكثر النظريات التي تم اختبارها بصرامة في الفيزياء. تتكون الاختبارات الأكثر دقة وتحديدًا لـQED من قياسات ثابت البناء الدقيق الكهرومغناطيسي، α، في أنظمة فيزيائية مختلفة. التحقق من اتساق هذه القياسات يختبر النظرية.
عادة ما يتم إجراء اختبارات النظرية عن طريق مقارنة النتائج التجريبية بالتنبؤات النظرية. في QED، هناك بعض الدقة في هذه المقارنة، لأن التنبؤات النظرية تتطلب كمدخلات قيمة دقيقة للغاية لـα، والتي لا يمكن الحصول عليها إلا من تجربة QED دقيقة أخرى. لهذا السبب، عادة ما يتم اقتباس المقارنات بين النظرية والتجربة كتحديدات مستقلة لـα. ثم يتم تأكيد QED إلى الحد الذي تتفق فيه قياسات α هذه من مصادر مادية مختلفة مع بعضها البعض.
الاتفاق الذي تم التوصل إليه بهذه الطريقة هو في حدود عشرة أجزاء في المليار (10−8)، بناءً على مقارنة العزم المغناطيسي ثنائي القطب الشاذ للإلكترون وثابت ريدبرغ من قياسات الارتداد الذري كما هو موضح أدناه. هذا يجعل من QED واحدة من أكثر النظريات الفيزيائية دقة التي تم إنشاؤها حتى الآن.
إلى جانب هذه القياسات المستقلة لثابت الهيكل الدقيق، تم أيضًا اختبار العديد من التنبؤات الأخرى لـQED.